# Макарова, Елена Алексеевна
Еле́на Алексе́евна Мака́рова (род. 1 февраля 1973 года, Москва, СССР) — советская и российская теннисистка и теннисный тренер, мастер спорта международного класса (1996).
- Чемпионка СССР 1990 года (зимняя) и двукратная чемпионка России в одиночном разряде
- Победительница одного турнира WTA в парном разряде
- Финалистка Кубка Федерации (1999) в составе национальной сборной России

## Спортивная карьера
Елена Макарова начала играть в теннис с семи лет, её первым тренером стал Дмитрий Дегтярёв. В 1987 и 1989 годах Лена выиграла Мемориал Борисовой в Сочи, а в составе советской сборной девушек в 1989 году пробилась в финал Кубка Гельвеции — международного командного турнира среди девушек в возрасте до 16 лет. В 1990 году она стала чемпионкой Москвы среди взрослых, победительницей зимнего чемпионата СССР среди взрослых и финалисткой его летнего аналога. В 1991 году Макарова стала финалисткой Уимблдонского турнира в одиночном разряде среди девушек, проиграв немке Барбаре Риттнер, и полуфиналисткой в парах. С этого же года она начала профессиональную карьеру, до конца сезона выиграв два турнира ITF в одиночном разряде в Болгарии и Венгрии.
В 1992 году состоялся дебют Макаровой в сборной России, впервые участвовавшей в розыгрыше Кубка Федерации. Она принесла российской команде победу в матче с финками, выиграв обе своих встречи, но в следующем матче со сборной Франции потерпела поражение как в одиночной игре с Мари Пьерс, так и в парной — с Натали Тозья и Изабель Демонжо. На индивидуальном уровне она завоевала по три титула ITF в одиночном и парном разрядах. В 1993 году Макарова выиграла зимний чемпионат России в одиночном разряде.
1994 и 1995 годы оказались для Макаровой особенно удачными. В 1994 году она вышла в третий круг Открытого чемпионата Австралии, а весной на крупном турнире в Берлине нанесла поражение второй ракетке мира Аранче Санчес-Викарио. В сентябре Елена завоевала на Открытом чемпионате Москвы свой единственный титул в турнирах WTA, победив в паре с Евгенией Манюковой сначала вторую посеянную пару Сабин Аппельманс — Сильвия Фарина, а в финале и первую (Каролина Вис — Лаура Голарса). Год спустя Макарова выиграла свой второй зимний чемпионат России, а на Открытом чемпионате Москвы дошла до финала в одиночном разряде, победив по ходу Аппельманс — на тот момент 28-ю ракетку мира, посеянную на турнире под третьим номером. В парном разряде её лучшим результатом стал выход с Манюковой в четвертьфинал Открытого чемпионата Франции. По итогам 1994 и 1995 годов Макарова дважды удостаивалась «Русского кубка» — национальной теннисной премии России — как «теннисистка года».
1996 год стал третьим подряд в карьере Макаровой, завершённым в числе ста лучших теннисисток мира как в одиночном, так и в парном разряде, а его высшим достижением был второй за карьеру четвертьфинал турнира Большого шлема — на этот раз на Открытом чемпионате Австралии, и снова в паре с Манюковой, с которой они в первом же круге обыграли посеянных десятыми Джилл Хетерингтон и Кристин Канс, проиграв затем второй паре турнира Лариса Нейланд — Мередит Макграт. В 1996 году Елена Макарова получила звание мастера спорта международного класса.
Свой второй финал на турнирах WTA в одиночном разряде Макарова сыграла в 1997 году в Палермо, победив трёх посеянных соперниц, в том числе первую ракетку турнира Барбару Паулюс, прежде чем уступить посеянной под вторым номером Сандрин Тестю. После этого её успехи в индивидуальных турнирах пошли на спад, но она всё ещё оставалась ценным игроком сборной. В 1997 году Макарова помогла сборной России впервые с 1992 года пробиться во II Мировую группу, принеся ей два очка в переходном матче с командой Южной Кореи. Год спустя она была призвана под знамёна российской команды в матче плей-офф I Мировой группы и снова одержала две победы — теперь в играх с немками. В 1999 году Макарова дошла со сборной России до финала I Мировой группы, принеся в паре с Еленой Лиховцевой победное очко своей команде в четвертьфинальном матче со сборной Франции. Судьба дальнейших матчей — победного полуфинала против Словакии и проигранного финала против команды США — решалась досрочно, и пятая игра с участием Макаровой оба раза игралась уже только для протокола. По итогам года Макарова получила свой третий «Русский кубок» — теперь в номинации «Команда года». Этот сезон стал для неё последним в игровой карьере, и после финала Кубка Федерации она сыграла лишь два матча на Кубке Кремля в паре с Линой Красноруцкой.
По окончании выступлений Елена — выпускница ГЦОЛИФК — начала тренерскую карьеру. Макарова работала как тренер с российской юниорской (до 14 лет) сборной, которую привела к золотым медалям зимнего и летнего чемпионатов Европы 2011 года, получив за это достижение свой четвёртый «Русский кубок» (и второй в номинации «Команда года»), а также в спортивном клубе «Пироговский» (Мытищи).
Стиль игры
По словам бывшего тренера Макаровой Дмитрия Дегтярёва, она была очень уверенной на корте и предпочитала играть в атакующей манере, постоянно поддерживая давление на соперниц и ломая привычную для них схему игры. Наиболее действенным оружием в её арсенале был удар открытой ракеткой вдоль правой линии.

## Рейтинг на конец года
| Год  | Одиночный рейтинг | Парный рейтинг |
| 1999 | 173               |                |
| 1998 | 109               | 190            |
| 1997 | 87                | 422            |
| 1996 | 60                | 66             |
| 1995 | 48                | 72             |
| 1994 | 50                | 52             |
| 1993 | 164               | 293            |
| 1992 | 177               | 213            |
| 1991 | 465               | 453            |

## Выступления на турнирах

### Финалы турнировWTAв одиночном разряде (2)

#### Поражения (2)
| Легенда:                    |
| --------------------------- |
| Турниры Большого Шлема (0)  |
| Олимпиада (0)               |
| Итоговый чемпионат года (0) |
| 1-я категория (0)           |
| 2-я категория (0)           |
| 3-я категория (0+1)         |
| 4-я категория (3)           |
| 5-я категория (0)           |

| Титулы по покрытиям | Титулы по месту проведения матчей турнира |
| ------------------- | ----------------------------------------- |
| Хард (0)            | Зал (0+1)                                 |
| Грунт (0)           | Зал (0+1)                                 |
| Трава (0)           | Открытый воздух (0)                       |
| Ковёр (0+1)         | Открытый воздух (0)                       |

| №  | Дата             | Турнир          | Покрытие | Соперница в финале | Счёт    |
| 1. | 18 сентября 1995 | Москва, Россия  | Ковёр(i) | Магдалена Малеева  | 4-6 2-6 |
| 2. | 14 июля 1997     | Палермо, Италия | Грунт    | Сандрин Тестю      | 5-7 3-6 |

### Финалы турнировWTAв парном разряде (1)

#### Победы (1)
| №  | Дата             | Турнир         | Покрытие | Партнёрша        | Соперницы в финале         | Счёт       |
| 1. | 19 сентября 1994 | Москва, Россия | Ковёр(i) | Евгения Манюкова | Каролина Вис Лаура Голарса | 7-6(3) 6-4 |

### Финалы командных турниров (1)

#### Поражения (1)
| №  | Год  | Турнир          | Команда                                        | Соперник в финале                        | Счёт в финале |
| -- | ---- | --------------- | ---------------------------------------------- | ---------------------------------------- | ------------- |
| 1. | 1999 | Кубок Федерации | Россия Е.Лиховцева, Е. Дементьева, Е. Макарова | США В. Уильямс, Л. Дэвенпорт, С. Уильямс | 1-4           |